# Grote Oostelijke Oceaan
De Grote Oostelijke Oceaan (Engels: Great Eastern Ocean) is een fictieve oceaan uit de De Kronieken van Narnia die geschreven zijn door C.S. Lewis

## Ligging en geografie

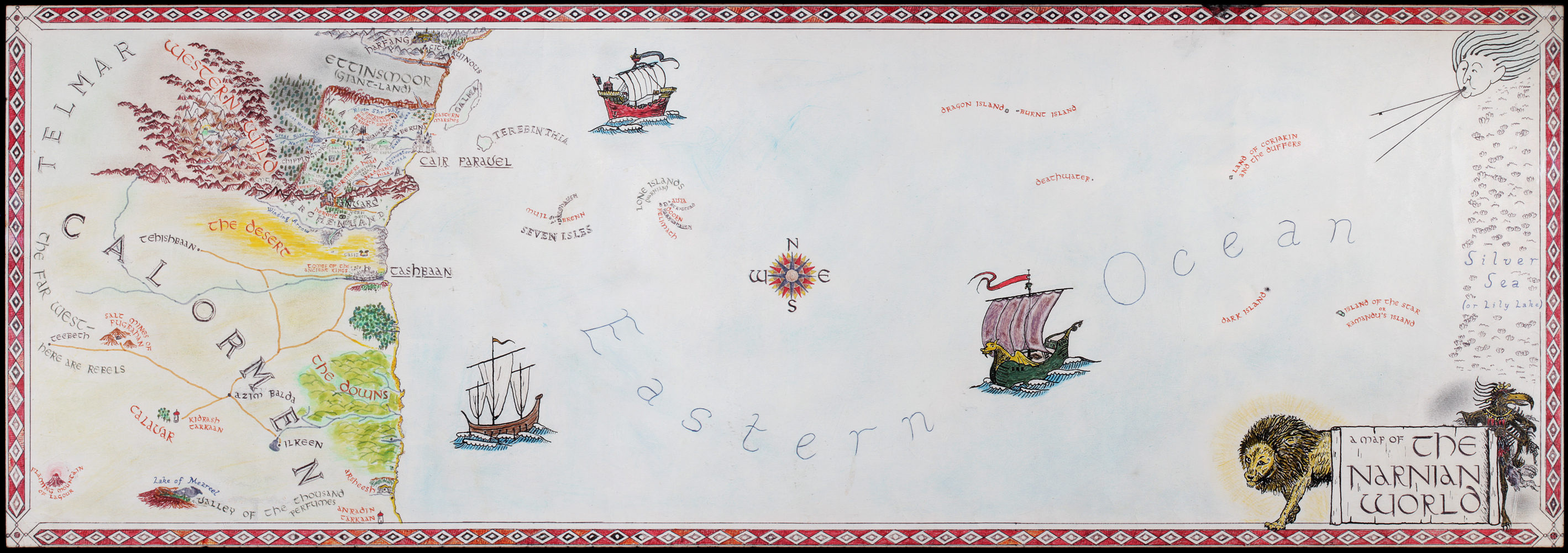
Kaart van de Narniase wereld. De Grote Oostelijke Oceaan beslaat het grootste deel van de kaart.

De Grote Oostelijke Oceaan is de enige oceaan in de wereld van Narnia die bekend is. Van noord naar zuid grenzen achtereenvolgens de Wilde Landen van het Noorden, Narnia, Archenland en Calormen aan de oceaan. Voor de kust van Narnia, in de Bocht van Calormen, liggen de eilanden Galma en Terebinthia en de Zeven Eilanden, die allemaal bij het land Narnia horen. Ook de Verlaten Eilanden (Felimath, Avra en Doorn) horen bij Narnia, hoewel ze voor de kust van Calormen liggen. In het boek De reis van het drakenschip zeilen Lucy en Edmund Pevensie met Caspian X over de oceaan steeds verder naar het oosten, totdat ze aan het eind van de Narniase wereld komen, waar het Land van Aslan ligt. Op hun reis komen ze ten oosten van de Verlaten Eilanden langs op dat moment nog niet ontdekte eilanden, zoals Drakeneiland of Verschroeid Eiland, Doodswater, het Eiland van de Stemmen, het Duistere Eiland en het eiland van Ramandoe.